# Ivanivka, Izeaslav
Ivanivka (în ucraineană Іванівка) este un sat în comuna Soșne din raionul Izeaslav, regiunea Hmelnîțkîi, Ucraina.

## Demografie
Componența lingvistică a localității Ivanivka
     Ucraineană (98,08%)
     Rusă (1,92%)
Conform recensământului din 2001, majoritatea populației localității Ivanivka era vorbitoare de ucraineană (98,08%), existând în minoritate și vorbitori de rusă (1,92%).